# Orapa
Orapa es una ciudad situada en el Distrito Central, Botsuana. Tiene una población de 9.531 habitantes, según el censo de 2011.
En esta localidad  se encuentra  la mina de diamantes de Orapa, una de las más grandes del mundo, y se la considera la capital del diamante del país. Cerca hay otra mina de kimberlita propiedad de Lucara Diamond, que se cree posee grandes reservas de diamantes.
La ciudad posee un aeropuerto que opera una empresa propiedad de De Beers con vuelos a Gaborone, Johannesburgo. También hay un club de vuelo sin motor. La ciudad está rodeada de vallas para asegurar la integridad de la producción minera y de sus habitantes.